# Alfred Gebauer
Alfred Gebauer (* 17. Juni 1909 in Gleiwitz, Oberschlesien; † 27. Januar 2005 in Bad Homburg vor der Höhe) war ein deutscher Internist und Radiologe. Er war Pionier der Röntgendiagnostik.

## Leben
Gebauer wurde als Sohn eines Juweliers geboren. Nach seinem Abitur am Gymnasium in Groß Strehlitz studierte er von 1929 bis 1934 Medizin an der Philipps-Universität Marburg und an der Universität Innsbruck. 1934 absolvierte er sein Staatsexamen an der Universität Breslau.
Von 1934 bis 1935 war er Praktikant am Physiologischen Institut in Breslau. 1936 wurde er in Breslau mit der Arbeit Untersuchungen über die Ausbildung des Hängebauches bei Schwangeren zum Doktor der Medizin promoviert. Er war von 1936 bis 1937 am Pharmakologischen Institut im ostpreußischen Königsberg und bis in die 1940er Jahre Wissenschaftlicher Assistent an der Medizinischen Universitätsklinik in Breslau bei dem Magen-Darmspezialisten Kurt Gutzeit. Bei Gutzeit engagierte er sich im Bereich der Gastroenterologie, zudem wurde in dieser Zeit in Breslau das halbflexible Endoskop entwickelt. Die internistische Ausbildung wurde unterbrochen durch Kriegsdienst als Stabsarzt in Russland.
Nach dem Ende des Zweiten Weltkrieges ging Alfred Gebauer als Oberarzt und Leiter der Röntgenabteilung des Medizinischen Universitätsklinikums nach Erlangen. Er brachte die Erfahrungen der endoskopischen Verfahren (Gastroskopie, Laparoskopie, Thorakoskopie, Bronchoskopie) mit und war wesentlich am Wiederaufbau der deutschen Medizin und Radiologie des Nachkriegsdeutschland beteiligt. Er entwickelte zusammen mit Siemens die transversale Schichtaufnahmetechnik, mit der vor allem im Thoraxbereich die topografische Zuordnung kompakter Veränderungen möglich wurde – nach heutiger Einschätzung eine Vorstufe zur Computertomografie. Gebauer dokumentierte in mehreren Büchern die wissenschaftlichen Erkenntnisse. 1949 habilitierte er sich in Erlangen für Innere Medizin und Radiologie über das Thema Das transversale Schicht-Verfahren. Für eine Arbeit Untersuchungen über ein Verfahren zur Herstellung horizontaler Körperschichtaufnahmen erhielt Gebauer 1950 den Schleussner-Röntgen-Preis, den die Deutsche Röntgengesellschaft als Stiftung des Frankfurter Unternehmers Carl Adolf Schleussner seit 1930 verleiht.
1953 wechselte Gebauer an die Johann Wolfgang Goethe-Universität in Frankfurt am Main und wurde dort Chef der Radiologie an der Klinik für Innere Medizin und der Poliklinik. 1956 wurde er zum außerordentlichen Professor an der Goethe-Universität ernannt.
Er setzte seine Zusammenarbeit mit Siemens fort und entwickelte Technik auf Basis der Bildverstärker-Fernsehtechnik. Der Einsatz der Bilddiagnostik revolutionierte die Röntgendiagnostik.
1978 ging nach zweimaliger Verlängerung mit 69 Jahren in den Ruhestand. Gleichwohl engagierte er sich weiter bei dem Frankfurter Röntgenabend, einer angesehenen Fortbildungsinstitution.
Er hinterließ Maria Baumert, mit der er seit 1938 verheiratet war; aus der Ehe gingen vier Kinder hervor. Alfred Gebauer war seit 1929 Mitglied der katholischen Studentenverbindung KDStV Palatia Marburg sowie später auch der K.D.St.V. Moeno-Franconia Frankfurt am Main, beide im CV.

## Schriften
- Alfred Gebauer, Alfred Schanen: Das transversale Schichtverfahren. Thieme, Stuttgart 1955.
- Alfred Gebauer, Eugen Muntean, Ernst Stutz, Heinz Vieten: Das Röntgenschichtbild. Thieme, Stuttgart 1959.
- Alfred Gebauer: Das diagnostische Pneumoperitoneum. Thieme, Stuttgart 1959.
- Alfred Gebauer, Josef Lissner, Ottfried Schott: Das Röntgenfernsehen. Thieme, Stuttgart 1965.